# Институт Бутантан
Институт Бутантан (порт. Instituto Butantan) — биомедицинский исследовательский центр в городе Сан-Паулу, Бразилия. Подчиняется Секретариату здравоохранения штата Сан-Паулу. Институт расположен в кампусе Университета Сан-Паулу.

## История
Институт был основан бразильским терапевтом и исследователем Виталом Бразилом и гигиенистом Эмилио Рибасом в 1901 году, согласно парадигме Института Пастера, то есть с сочетанием фундаментальных биомедицинских исследований с внедрением результатов исследований в производство и финансовой поддержкой за счёт такой деятельности. Это международно известный институт, прежде всего благодаря исследованиям ядовитых животных. Институт поддерживает крупнейшую в мире коллекцию змей в мире, состоящую из более 54 тысяч экземпляров, и является главным производителем в штате вакцин против многих инфекционных болезней, таких также как и поли- и моновалентных противоядий против укусов змей, ящериц, пчёл, скорпионов и пауков (исторически начали разрабатываться Виталием Бразилом и его сотрудниками в начале XX века).

## Пожар 2010 года
15 мая 2010 года пожар практически уничтожил лабораторию и коллекцию змей (около 85 тысяч экземпляров), скорпионов (приблизительно 450—500 тысяч), хранившихся в фoрмальдегиде и этаноле. Это была одна из крупнейших коллекций змей в мире.
Пламя вспыхнуло в 7:08 и было потушено 50 пожарными спустя полтора часа. Помещения с экспонатами не были оборудованы системой пожарной сигнализации и спринклерными оросителями. Никто из людей и живых животных института не пострадали.